# Gonzalo Bettini
Gonzalo Bettini  (Buenos Aires, Argentina; 7 de septiembre de 1992) es un futbolista argentino. Juega de defensor y su actual equipo es Colón de Santa Fe, de la Primera Nacional.

## Trayectoria
Marcó su primer gol el 6 de marzo de 2016 frente a Rosario Central jugando para Banfield, partido que terminaría 2-2.
Su hermano, Mariano Bettini, juega para el Club Atlético Atlanta, en la segunda división de Argentina.
En diciembre del año 2018, conforma parte del plantel de Rosario Central que obtuvo la Copa Argentina, siendo el lateral derecho titular en todos los partidos.

## Estadísticas

### Clubes
Actualizado hasta su último partido disputado el 1 de diciembre de 2024.
| Club                            | Div.          | Temporada     | Liga  | Liga  | Liga   | Copas nacionales | Copas nacionales | Copas nacionales | Copas internacionales | Copas internacionales | Copas internacionales | Total | Total | Total  |
| Club                            | Div.          | Temporada     | Part. | Goles | Asist. | Part.            | Goles            | Asist.           | Part.                 | Goles                 | Asist.                | Part. | Goles | Asist. |
| ------------------------------- | ------------- | ------------- | ----- | ----- | ------ | ---------------- | ---------------- | ---------------- | --------------------- | --------------------- | --------------------- | ----- | ----- | ------ |
| C. A. Banfield Argentina        | 1.ª           | 2011-12       | 1     | 0     | 0      | 1                | 0                | 0                | —                     | —                     | —                     | 2     | 0     | 0      |
| C. A. Banfield Argentina        | 2.ª           | 2012-13       | 9     | 0     | 0      | 2                | 0                | 0                | —                     | —                     | —                     | 11    | 0     | 0      |
| C. A. Banfield Argentina        | 2.ª           | 2013-14       | 13    | 0     | 0      | 1                | 0                | 0                | —                     | —                     | —                     | 14    | 0     | 0      |
| C. A. Banfield Argentina        | 1.ª           | 2014          | 10    | 0     | 0      | 1                | 0                | 0                | —                     | —                     | —                     | 11    | 0     | 0      |
| C. A. Banfield Argentina        | 1.ª           | 2015          | 20    | 0     | 0      | 2                | 0                | 0                | —                     | —                     | —                     | 22    | 0     | 0      |
| C. A. Banfield Argentina        | 1.ª           | 2016          | 16    | 1     | 0      | 1                | 1                | 0                | —                     | —                     | —                     | 17    | 2     | 0      |
| C. A. Banfield Argentina        | 1.ª           | 2016-17       | 25    | 1     | 0      | —                | —                | —                | —                     | —                     | —                     | 25    | 1     | 0      |
| C. A. Banfield Argentina        | 1.ª           | 2017-18       | 18    | 2     | 1      | 2                | 1                | 0                | 1                     | 0                     | 0                     | 21    | 3     | 1      |
| C. A. Banfield Argentina        | Total club    | Total club    | 112   | 4     | 1      | 10               | 2                | 0                | 1                     | 0                     | 0                     | 123   | 6     | 1      |
| Rosario Central Argentina       | 1.ª           | 2018-19       | 20    | 0     | 1      | 7                | 1                | 0                | 2                     | 0                     | 0                     | 29    | 1     | 1      |
| Rosario Central Argentina       | Total club    | Total club    | 20    | 0     | 1      | 7                | 1                | 0                | 2                     | 0                     | 0                     | 29    | 1     | 1      |
| C. A. Huracán Argentina         | 1.ª           | 2019-20       | 17    | 0     | 1      | 2                | 0                | 0                | —                     | —                     | —                     | 19    | 0     | 1      |
| C. A. Huracán Argentina         | Total club    | Total club    | 17    | 0     | 1      | 2                | 0                | 0                | 0                     | 0                     | 0                     | 19    | 0     | 1      |
| Central Córdoba (SdE) Argentina | 1.ª           | 2021          | 21    | 0     | 1      | 8                | 0                | 0                | —                     | —                     | —                     | 29    | 0     | 1      |
| Central Córdoba (SdE) Argentina | Total club    | Total club    | 21    | 0     | 1      | 8                | 0                | 0                | 0                     | 0                     | 0                     | 29    | 0     | 1      |
| Sarmiento de Junín Argentina    | 1.ª           | 2022          | 25    | 0     | 1      | 11               | 0                | 0                | —                     | —                     | —                     | 36    | 0     | 1      |
| Sarmiento de Junín Argentina    | 1.ª           | 2023          | 22    | 1     | 0      | 14               | 0                | 0                | —                     | —                     | —                     | 36    | 1     | 0      |
| Sarmiento de Junín Argentina    | Total club    | Total club    | 47    | 1     | 1      | 25               | 0                | 0                | 0                     | 0                     | 0                     | 72    | 1     | 1      |
| San Martín (T) Argentina        | 2.ª           | 2024          | 35    | 0     | 2      | 1                | 0                | 0                | —                     | —                     | —                     | 36    | 0     | 2      |
| San Martín (T) Argentina        | Total club    | Total club    | 35    | 0     | 2      | 1                | 0                | 0                | 0                     | 0                     | 0                     | 36    | 0     | 2      |
| C. A. Colón Argentina           | 2.ª           | 2025          | 0     | 0     | 0      | —                | —                | —                | —                     | —                     | —                     | 0     | 0     | 0      |
| C. A. Colón Argentina           | Total club    | Total club    | 0     | 0     | 0      | 0                | 0                | 0                | 0                     | 0                     | 0                     | 0     | 0     | 0      |
| Total carrera                   | Total carrera | Total carrera | 252   | 5     | 7      | 53               | 3                | 0                | 3                     | 0                     | 0                     | 308   | 8     | 7      |
| 1. 2.                           |               |               |       |       |        |                  |                  |                  |                       |                       |                       |       |       |        |

## Palmarés

### Campeonatos nacionales
| Título             | Club            | País      | Año     |
| ------------------ | --------------- | --------- | ------- |
| Primera B Nacional | C. A. Banfield  | Argentina | 2013-14 |
| Copa Argentina     | Rosario Central | Argentina | 2018    |